# دانشگاه لوتری کالیفرنیا
دانشگاه لوتری کالیفرنیا (CLU , Cal Lutheran، یا Cal Lu) یک دانشگاه خصوصی هنرهای لیبرال در تاوزند اوکس، کالیفرنیا است. این دانشگاه در سال ۱۹۵۹ تأسیس شد و به کلیسای انجیلی لوتری در آمریکا وابسته است، اما غیر فرقه ای است. این کالج در سال ۱۹۶۰ به عنوان کالج لوتری کالیفرنیا افتتاح شد و اولین کالج چهار ساله هنرهای لیبرال کالیفرنیا و اولین کالج خصوصی چهار ساله در شهرستان ونتورا بود. در ۱ ژانویه ۱۹۸۶ نام خود را به دانشگاه لوتری کالیفرنیا تغییر داد. دانشگاه لوتری کالیفرنیا مدارک تحصیلی در مقاطع لیسانس، فوق لیسانس و دکترا ارائه می‌دهد.